# Epalpus flavicans
Epalpus flavicans är en tvåvingeart som först beskrevs av Macquart 1846.  Epalpus flavicans ingår i släktet Epalpus och familjen parasitflugor.
Artens utbredningsområde är Colombia. Inga underarter finns listade i Catalogue of Life.